# 요시이 나오토
요시이 나오토(일본어: 吉井 直人, 1987년 11월 30일 ~ )는 일본의 전 축구 선수이다.

## 구단 경력
과거 카탈레 도야마, FC 마치다 젤비아에서 활동하였다.